# Prvić Luka
Prvić Luka je naselje in manjše pristanišče na otoku Prvić (Hrvaška).

## Geografija
Naselje leži na jugovzhodni obali otoka Prvić ob manjšem  zalivu. Naselje ima svoje pristanišče zaščiteno z valobranom dolgim okoli 75 m. Na koncu valobrana stoji svetilnik. Globina morja ob valobranu je do 3 m. Tu občasno pristaja ladijska linija. Na koncu zaliva je nekaj manjših pomolov, ki zapirajo mandrač z globino morja do dveh metrov. Na pomolu je manša zgradba s toaletnimi prostori in elektriko, ki pa se lahko koristijo samo v večernih urah. Sidranje je možno tudi na sredini zaliva do globine pet metrov. Sidrišče pa je izpostavljeno jugu.
Iz pomorske karte je razvidno, da svetilnik oddaja svetlobni signal: Z Bl 3s.

## Demografija
| Pregled števila prebivalcev po letih | Pregled števila prebivalcev po letih | Pregled števila prebivalcev po letih | Pregled števila prebivalcev po letih | Pregled števila prebivalcev po letih | Pregled števila prebivalcev po letih | Pregled števila prebivalcev po letih | Pregled števila prebivalcev po letih | Pregled števila prebivalcev po letih | Pregled števila prebivalcev po letih | Pregled števila prebivalcev po letih | Pregled števila prebivalcev po letih | Pregled števila prebivalcev po letih | Pregled števila prebivalcev po letih | Pregled števila prebivalcev po letih |
| ------------------------------------ | ------------------------------------ | ------------------------------------ | ------------------------------------ | ------------------------------------ | ------------------------------------ | ------------------------------------ | ------------------------------------ | ------------------------------------ | ------------------------------------ | ------------------------------------ | ------------------------------------ | ------------------------------------ | ------------------------------------ | ------------------------------------ |
| 1857                                 | 1869                                 | 1880                                 | 1890                                 | 1900                                 | 1910                                 | 1921                                 | 1931                                 | 1948                                 | 1953                                 | 1961                                 | 1971                                 | 1981                                 | 1991                                 | 2001                                 |
| 793                                  | 923                                  | 961                                  | 1066                                 | 1336                                 | 1291                                 | 1400                                 | 1033                                 | 641                                  | 672                                  | 612                                  | 404                                  | 238                                  | 229                                  | 191                                  |

## Gospodarstvo
Glavna gospodarska dejavnost je turizem.

## Zgodovina
Tu sta župnijska cerkev Gospe od Milosti iz 15. stoletja z nagrobnimi ploščami iz 14. do 18. stoletja, ter frančiškanski samostan postavljen 1461 in po požaru 1884 prenovljen. Na pokopališču je pokopan hrvaški polihistor Faust Vrančić.